# Lipoptena depressa
Lipoptena depressa, hay Két nhỏ Tây Mỹ, là một loài ruồi thuộc họ Hippoboscidae. Chúng sống ký sinh trên mình con la - Odocoileus hemionus thường thấy ở phía tây Hoa Kỳ và Canada trên Dãy núi Rocky.
Người ta thường nhầm chúng với bọ ve.